# Maria de Aragão e Castela, Rainha de Portugal
Maria de Aragão e Castela (em castelhano: Maria de Aragón y Castilla; Córdova, 29 de junho de 1482 – Lisboa, 7 de março de 1517) foi uma infanta aragonesa, segunda esposa de Manuel I de Portugal, a qual viria a ser rainha de Portugal desde 1500 até à sua morte. Era filha dos Reis Católicos, Isabel I de Castela e Fernando II de Aragão.

## Família
Teve quatro irmãos, entre os quais Joana a Louca, rainha de Castela, e Catarina de Aragão, esposa de Henrique VIII de Inglaterra (da qual o rei inglês se virá a querer divorciar e que estará na origem da separação da Igreja Anglicana da Católica Romana), e ainda Isabel de Aragão (esposa do príncipe Afonso de Portugal e primeira mulher de D. Manuel I). Ela tinha uma irmã gêmea natimorta chamada Ana (embora algumas outras fontes afirmem que a rainha estava grávida de gêmeos fraternos, e que o bebê natimorto era um menino).

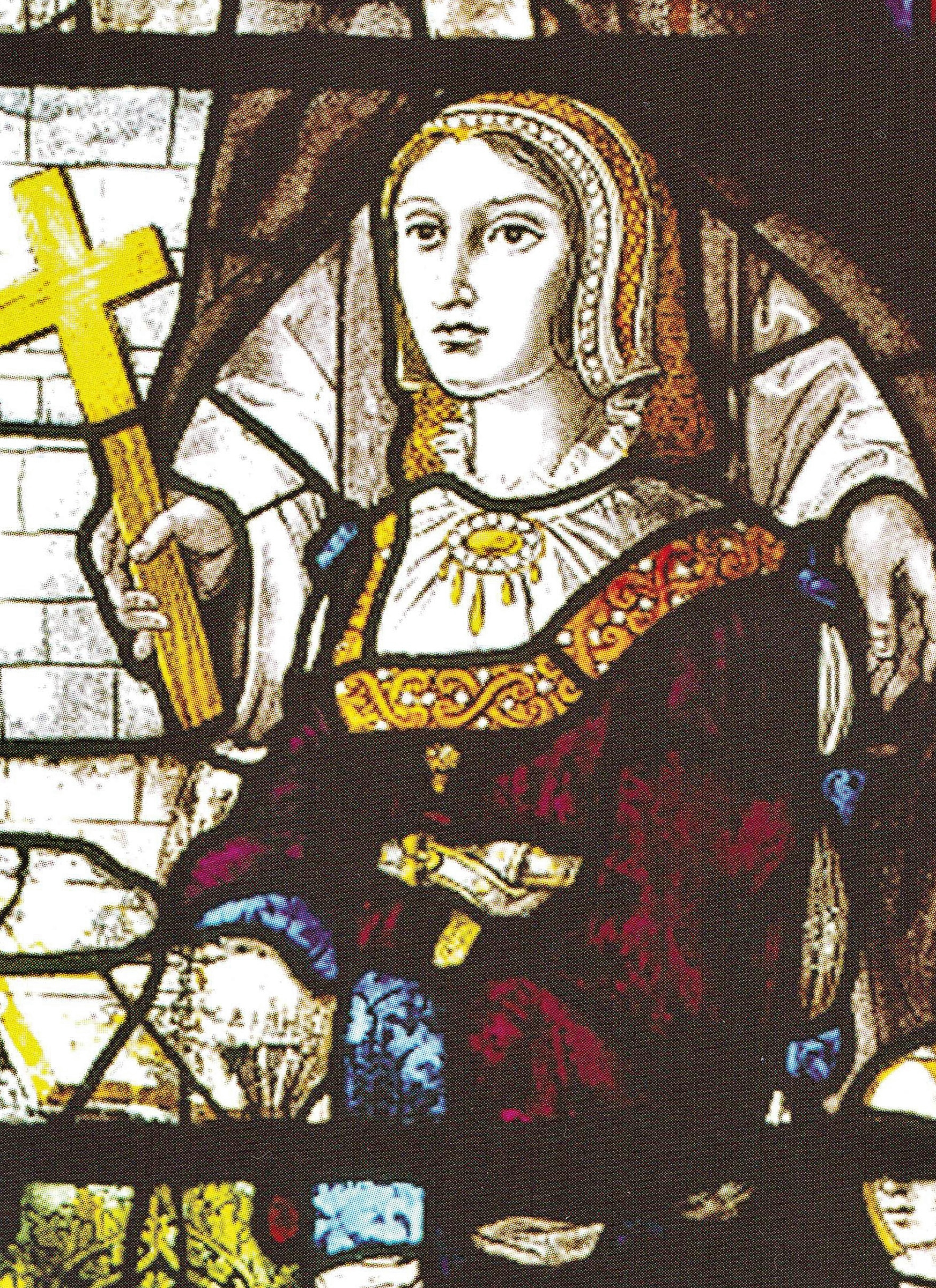
Vitral da Igreja de Santa Maria da Vitória (Mosteiro da Batalha, em Leiria), atribuído a Francisco Henriques, c. 1510-1513. Representa D. Maria de Aragão, Rainha de Portugal, com as suas filhas.

A morte da irmã Isabel, em 1498, durante o parto do seu filho, levou a que D. Manuel, numa política de aproximação entre as duas casas reais peninsulares, se viesse a consorciar com Maria em 30 de agosto de 1500, tendo aí iniciado-se uma ligação dinástica com a Espanha tão profunda que, em última análise, estará na origem dos acontecimentos de 1580.
Maria de Aragão e Castela faleceu em 1517, com apenas 35 anos, de causas naturais. Foi sepultada no Convento da Madre de Deus, donde foi trasladada para o Mosteiro dos Jerónimos.

## Descendência
- João III de Portugal (1502-1557), Rei de Portugal;
- Isabel de Portugal (1503-1539), esposa do imperador romano-germânico Carlos V;
- Beatriz de Portugal, Duquesa de Saboia (Lisboa, 31 de dezembro de 1504-Nice, 8 de janeiro de 1538), casada com Carlos III, Duque de Saboia;
- Luís, Duque de Beja  (1506-1555), pai de António de Portugal, Prior do Crato;
- Fernando, Duque da Guarda e Senhor de Trancoso (Abrantes, 5 de junho de 1507-Abrantes, 7 de novembro de 1534), casado com Guiomar Coutinho, Condessa de Marialva;
- Afonso, Cardeal do Reino (Évora, 23 de abril de 1509-Lisboa, 21 de abril de 1540). Sepultado na Sé de Lisboa, foi trasladado para o Mosteiro dos Jerónimos;
- Maria de Portugal (1511 - 1513);
- Henrique, Cardeal e Rei de Portugal como Henrique I (31 de janeiro de 1512-31 de janeiro de 1580);
- Duarte, Duque de Guimarães (1515-1540), casado com Isabel de Bragança, bisavô de João IV de Portugal;
- António de Portugal (8 de setembro de 1516 - 1 de novembro de 1516), morreu com menos de dois meses de vida.[3]